# Bartholomäus Bischofberger

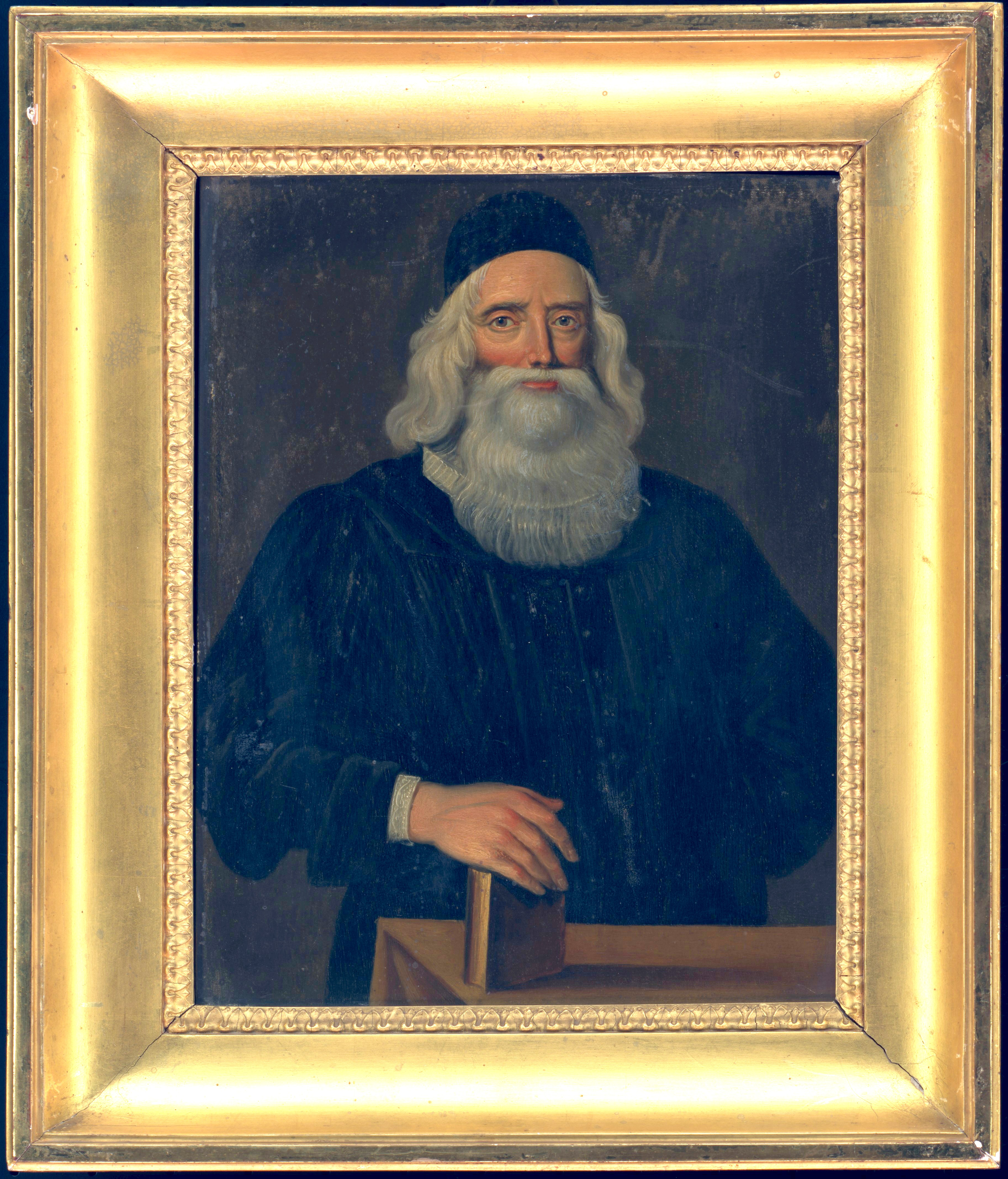
Bartholomäus Bischofberger (1623–1698), Geistlicher und Chronist

Bartholomäus Bischofberger (* 1623 in Heiden AR; † 14. Juli 1698 in Trogen AR; heimatberechtigt in Heiden) war ein evangelisch-reformierter Schweizer Geistlicher und Chronist aus Appenzell Ausserrhoden.

## Leben

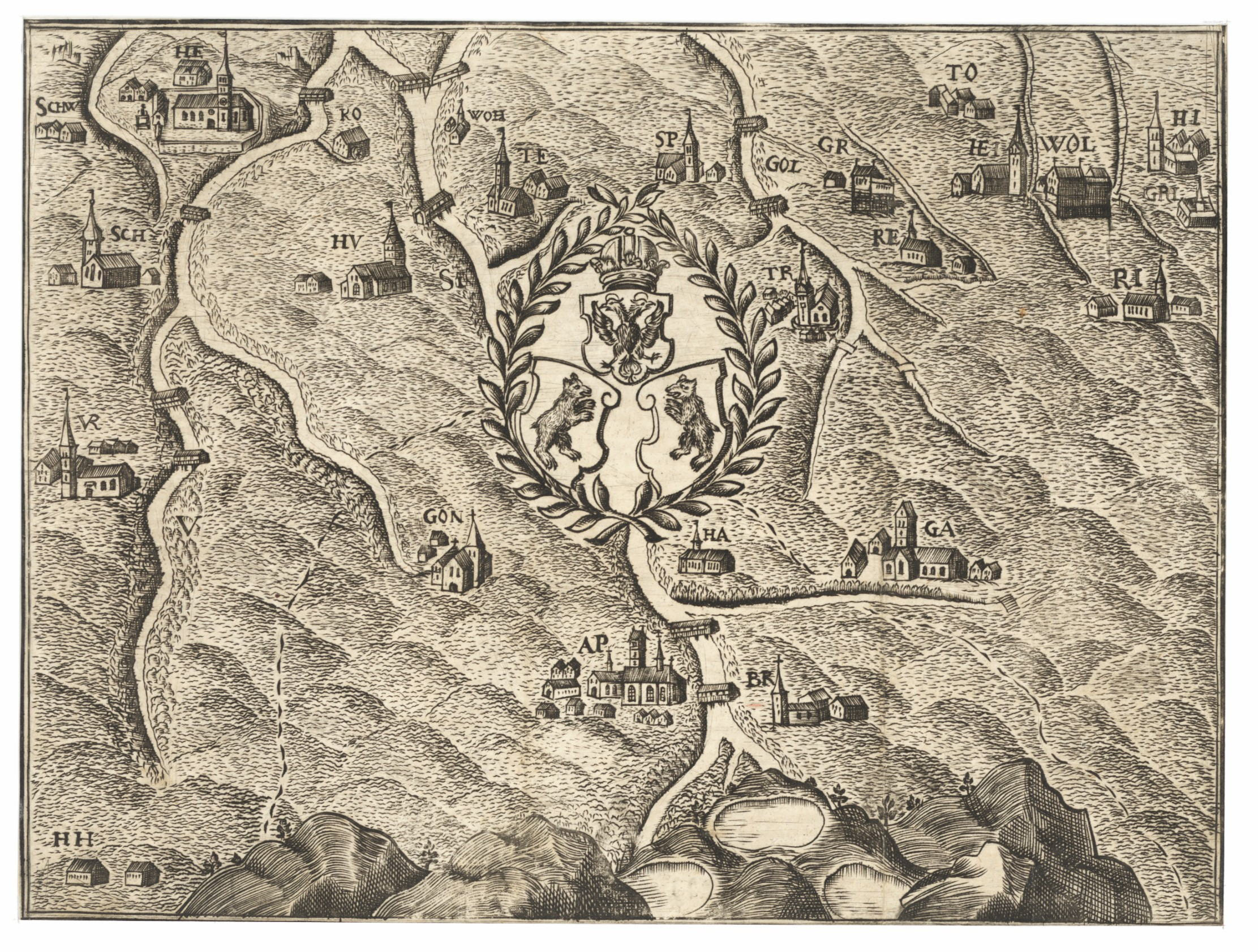
Älteste Appenzellerkarte in der Appenzeller Chronik von Bartholomäus Bischofberger, 1682

Bartholomäus Bischofberger war ein Sohn von Barbel und Andreas Bischofberger-Sonderegger. Im Jahr 1644 heiratete er seine erste Frau, Elsbeth Hörler, von Gais, Witwe des Hauptmanns Bartholomäus Keller. Im Jahr 1665 heiratete er seine zweite Frau, Maria Magdalena Gerber, von St. Gallen, Witwe des Apothekers Andreas Schopfer und des Bartholomäus Huber. Im Jahr 1678 fand die Hochzeit mit seiner dritten Frau, Regula Elmer, von Herisau, statt. Seine vierte Frau, Magdalena Scheuss von Herisau, heiratete Bartholomäus Bischofberger im Jahr 1693.
Schon 1629 war Bartholomäus Bischofberger verwaist; beide Elternteile starben an der Pest. Dank Stipendien konnte er ein Theologiestudium in Zürich absolvieren. Im Jahr 1643 wurde er zum Pfarrer in Trogen gewählt. Ab dem Jahr 1654 war er Dekan von Appenzell Ausserrhoden.
Seine 1682 publizierte Appenzeller Chronic (Standardtitel: Appenzeller Chronik) ist oft ungenau; die sachlich-chronologische Einteilung führt zu Wiederholungen. Sie ist dennoch ein verdienstvoller erster Versuch, Geschichte, Land und Leute des Landes Appenzell darzustellen. Zudem enthält diese Chronik die erste gedruckte Karte des Landes Appenzell sowie eine topographische Beschreibung seiner Heimat.
Bartholomäus Bischofberger führte bis zu seinem Tod ein Diarium, das seine Autobiografie enthält, und er veröffentlichte eine Handvoll weiterer Schriften, von denen nicht alle überliefert sind. Zu seinem Porträt heisst es im Appenzellischen Monatsblatt: «Sein Bildniß, in Oel gemalt, befindet sich im Pfarrhause zu Trogen und liefert den Beweis, daß er ein ausgezeichnet schöner Mann war, dessen hohe Stirn und offenes, lebendiges Auge sogleich einen ausgezeichneten Mann verriethen.»